# Oratorio della Santissima Trinità dei Pellegrini
Oratorio della Santissima Trinità dei Pellegrini var ett oratorium i Rom, helgat åt den heliga Treenigheten. Det var beläget vid Via delle Zoccolette i Rione Regola. Oratoriet tillhörde den närbelägna kyrkan Santissima Trinità dei Pellegrini.

## Historia
Oratoriet uppfördes år 1570 av Arciconfraternita della Santissima Trinità dei Convalescenti e Pellegrini. Detta brödraskap hade grundats av den helige Filippo Neri vid kyrkan San Salvatore in Campo år 1548 med syfte att vårda de sjuka som hade skrivits ut från sjukhus och inte hade tillgång till vård i sina hem samt att välkomna pilgrimer till jubelåret 1550.
Påve Gregorius XIII ålade år 1584 den judiska kommuniteten i Rom att åhöra "tvångspredikningar" i detta oratorium. Meningen var att judarna skulle konvertera till kristendomen. Senare hölls predikningarna i San Lorenzo in Damaso, därefter i Santa Maria del Pianto och slutligen i San Gregorio della Divina Pietà från 1823 till 1847, då påve Pius IX avskaffade bruket.
Under fransmännens stormiga ockupation av Rom år 1798 plundrades oratoriet och blev delvis förstört. I samband med restaureringen flyttades oratoriets altarmålning, Den helige Gregorius mässa, utförd omkring år 1572 av Jacopo Zucchi, till sakristian i Santissima Trinità dei Pellegrini. Målningens beställare var kardinal Ferdinando de' Medici.
I mars 1940 revs oratoriet och de omgivande byggnaderna för att ge plats åt moderna bostadshus.

## Bilder
| - Oratorio della Santissima Trinità dei Pellegrini (nummer 260 vid den röda pilen) på Giovanni Battista Faldas karta över Rom från år 1676. - Oratorio della Santissima Trinità dei Pellegrini (nummer 727) på Giovanni Battista Nollis karta över Rom från år 1748. Övriga avbildade byggnader: 716) Palazzo Spada, 725) Santissima Trinità del Monte di Pietà, 726) Santissima Trinità dei Pellegrini, 730) San Salvatore in Onda, 731) San Francesco d'Assisi a Ponte Sisto, 732) Ponte Sisto, 734) San Paolo alla Regola, 737) Santa Maria in Monticelli, 738) San Salvatore in Campo och 746) Santi Vincenzo ed Anastasio alla Regola. - Oratorio della Santissima Trinità dei Pellegrini (benämnt Oratorio) på Rodolfo Lancianis karta över Rom från 1893–1901. |